# Castiarina alexandri
Castiarina alexandri es una especie de escarabajo del género Castiarina, familia Buprestidae. Fue descrita científicamente por Carter en 1916.
Esta especie es endémica de Australia.